# 斯托貝赫瓦
斯托贝赫瓦（羅馬化：Stobykhva）是烏克蘭的村落，位於該國西部沃倫州，由卡明-卡希爾斯基區負責管轄，始建於1703年，面積0.63平方公里，海拔高度162米，2001年人口81，人口密度每平方公里128.57人。